# Lucía Cifarelli
Lucía Cifarelli (Long Island, 23 de septiembre de 1970) es una cantante estadounidense, reconocida por su trabajo con la banda de metal industrial KMFDM. Inicialmente fue vocalista de la banda Drill y ha hecho parte de las agrupaciones MDFMK, KGC y Schwein.
Está casada desde julio de 2005 con el fundador y productor de KMFDM, Sascha Konietzko.

## Primeros años
Lucía nació 
el 23 de septiembre de 1970 en Long Island, Nueva York, Estados Unidos de América. Sus padres, Albert y Barbara Cifarelli. Tuvieron otros 3 hijos, las hermanas Leslie y Karen Joy, y su hermano Charles.
Su padre, que era dentista, alentó a sus hijos a estudiar mucho y hacer algo con sus vidas académicamente, él deseaba particularmente que se convirtieran en científicos u otros profesionales reconocidos.
Lucía creció con un padre y rodeada de tíos que eran científicos, y podría haber influido en la elección de su carrera, pero ella no tenía ningún interés en eso. Sin embargo, ella tuvo su propio deseo y sueño. Todo lo que amaba y quería hacer durante todo el día era escuchar música y cantar.
Como no tenía el don natural de una buena voz para cantar, su determinación de ser una buena cantante le hizo conseguir un trabajo bastante temprano, por lo que pudo pagar las lecciones de entrenamiento de voz para cumplir su sueño de ser cantante.

## Carrera
Lucía comenzó a hacer lo que más le gusta hacer a principios de la década de 1990, cuando comenzó a frecuentar los estudios de grabación en Nueva York. Se asoció con John DeServio ( Black Label society), ambos formaron una banda a la que llamaron Drill. La banda lanzó un álbum homónimo, junto con algunos videos musicales; una canción del álbum aparece en la película Empire Records. En 1995, Lucia y John decidieron correr el telón de la banda.
Lucía se unió a la banda MDFMK en 2000. El proyecto publicó solamente un álbum homónimo. En 2001, Lucía y Sascha Konietzko trabajaron en el supergrupo Schwein y grabaron los álbumes Schweinstein y Son of Schweinstein. Después de que se suspendió el proyecto MDFMK, Cifarelli se unió a la agrupación KMFDM.Ha sido miembro de la banda desde Attak de 2002. Grabó un álbum como solista, titulado From the Land of Volcanos. Un sencillo del álbum, "I Will", apareció en la banda sonora de la cinta American Pie 2. En 2021 Lucia lanzó el álbum I Am Eye.

## Presente
En 2021 lucia lanza el trabajo de estudio 'I Am Eye' que ella describe  como la banda sonora de su vida, el álbum es una cápsula del tiempo de canciones que capturan momentos decisivos de toda su vida, mientras contemplan su lugar en ella. Con melodías contagiosas y una narración profundamente personal.
Lucía comenzó a escribir el álbum poco antes de que se desatara el infierno de la pandemia a fines de 2019. En un momento que describe como inspiración divina, dice: 'Me di cuenta de que si alguna vez iba a hacer otro álbum, tendría que comenzar conmigo, así que abrió Garage Band y comenzó a construir pistas esqueléticas y a escribir canciones. Una vez que dije en voz alta que lo estaba logrando, aparecieron de la nada algunos compañeros desfavorecidos para colaborar '.
Dan Connor de 'Rational Front' es coautor junto con Cifarelli y Konietzko del primer sencillo 'Girls Like Me', una carta de amor y una oda a la hermosa magia diversa inherente a todas las mujeres del mundo que se identifican. 'To Be Alive' fue coescrito con Konietzko y Slade Templeton de 'Crying Vessel' y 'Dear Divinity' fue coescrito con Konietzko y John Deservio, de la primera banda de Lucia, Drill. El álbum, escrito, grabado y producido en Hamburgo, Alemania con Sascha Konietzko de KMFDM, se lanzó en todo el mundo el 2 de julio de 2021 a través de Metropolis Records .

## Familia
Lucía casó con , Sascha Konietzko, el productor y fundador de la banda KMFDM, en julio de 2005. La pareja vive en Hamburgo, Alemania, que es su amada ciudad natal. Le dieron la bienvenida a su primera y única hija, Anabella Asia Konietzko, el 14 de febrero de 2008.